# 23701 Liqibin
23701 Liqibin è un asteroide della fascia principale. Scoperto nel 1997, presenta un'orbita caratterizzata da un semiasse maggiore pari a 3,1044467 UA e da un'eccentricità di 0,1691149, inclinata di 1,50331° rispetto all'eclittica.